# Robert Lowth
Robert Lowth FRS (27 de novembro de 1710 - 3 de novembro de 1787) foi um clérigo e acadêmico inglês que serviu como bispo da Igreja da Inglaterra, professor e estudioso literário.

## Vida
Lowth nasceu em Hampshire, Inglaterra. Recebeu sua educação inicial no Winchester College, um internato para meninos. Mais tarde, estudou na Universidade de Oxford, onde obteve seu Bacharelado em Artes, seu Mestrado em Artes e se tornou Professor de Poesia em 1741. Durante sua cátedra em Oxford, ele foi conhecido por suas análises e comentários sobre poesia hebraica, mais tarde publicados como De sacra poesi Hebraeorum (1753; tradução inglesa, Lectures on Hebrew Poetry, 1787).
Associado à Igreja da Inglaterra, após a ordenação, Lowth foi nomeado vigário de Ovington, Hampshire. Tornou-se arquidiácono de Winchester em 1750 e, em 1753, reitor de East Woodhay, após renunciar ao cargo de professor em Oxford no ano anterior. Em 1755, acompanhou o Lorde Tenente da Irlanda (Lord Hartington) como seu capelão a Dublin, uma viagem que registrou detalhadamente em suas cartas à esposa. Em vez de obter imediatamente um bispado, como lhe fora prometido, foi nomeado prebendário de Durham e reitor de Sedgefield ao retornar da Irlanda.
Em 1766, Lowth tornou-se bispo de St. David's e ainda no mesmo ano, nomeado bispo de Oxford. Permaneceu nessa posição por onze anos, e como Lord Bispo de Oxford, Lowth se juntou aos Lordes Espirituais e, consequentemente, obteve um assento na Câmara dos Lordes; depois, foi escolhido bispo de Londres. Como bispo, ele erradicou os abusos do clero em questões políticas e financeiras e recusou (1783) ser nomeado arcebispo de Canterbury, devido a seu estado de saúde precário.
Lowth recebeu o título de Doutor em Divindade em 1754 por seu trabalho com poesia hebraica. Ele teve muitos de seus sermões publicados e até escreveu um livro sobre William Wykeham, um bispo do século XV. Sua última obra foi publicada em 1787, intitulada "Isaiah: A new Translation with Preliminary Dissertation, and Notes, Critical, Philological, and Explanatory". Tornou-se Membro da Royal Society em 21 de novembro de 1765.

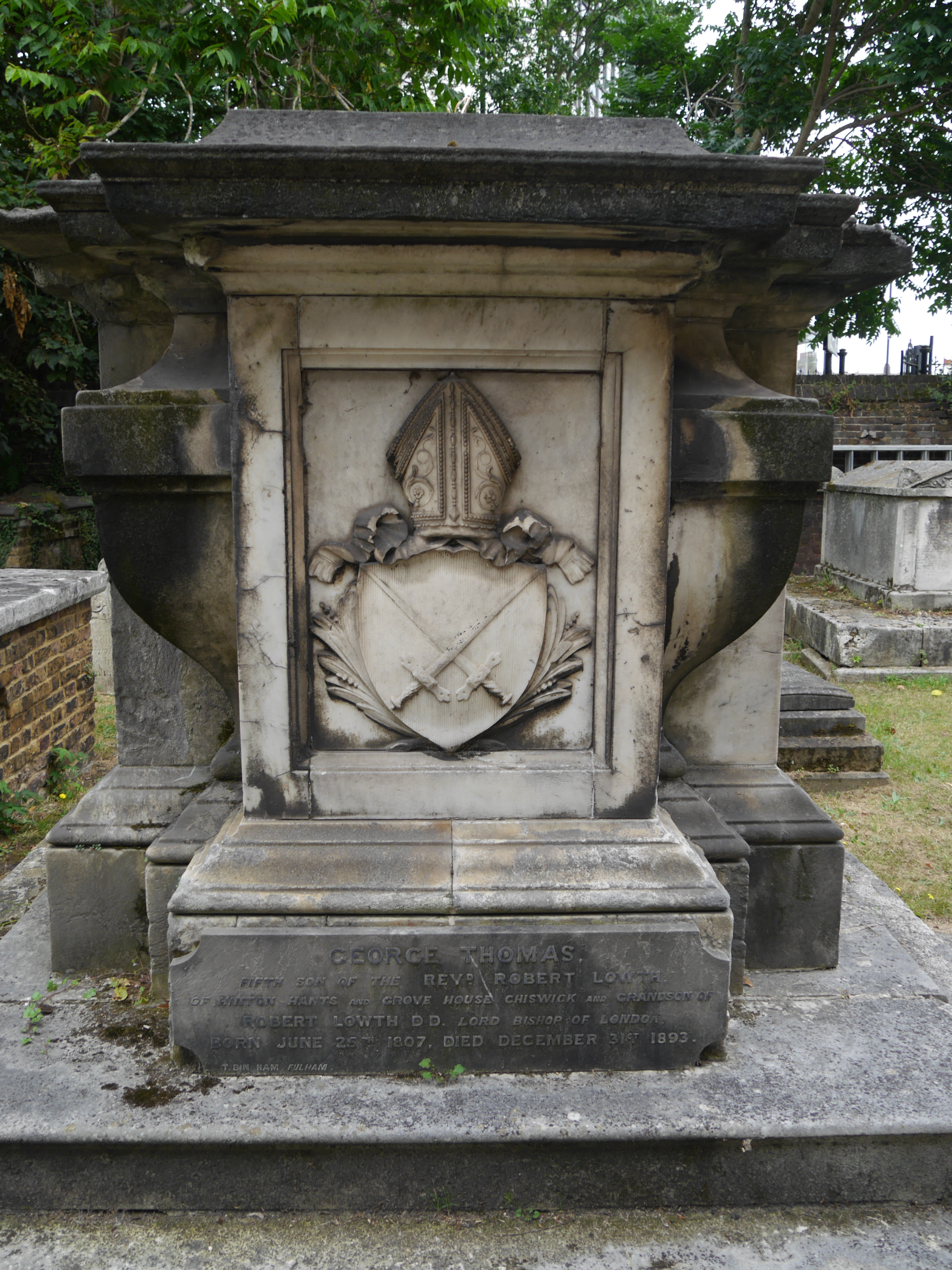
Tumba de Dr. Robert Lowth, All Saints, Fulham

Faleceu em Fulham, onde se localiza o palácio oficial dos bispos de Londres, após uma longa doença, provavelmente devido a um derrame. Lowth foi enterrado nove dias após sua morte no túmulo da família no cemitério da Igreja de Todos os Santos (Fulham), onde a maioria de seus filhos que morreram antes dele também foram enterrados. Ele deixou um testamento elaborado, com uma fortuna estimada em 40 mil libras.

## Obras e pensamentos

### Bíblia
Em sua série de palestras De sacra poesi Hebraeorum na Universidade de Oxford, entre 1741-1750, Lowth defendeu o estilo da Bíblia contra a acusação de obscurantismo como parte das Palestras de Poesia, argumentando que ela possuía clareza (perspicuitas) e era sublime (sublimitas) no mais alto grau. Ele também atribuiu uma originalidade especial à poesia bíblica, em contraste com a poesia grega “artificial”. Ao fazê-lo, Lowth criou um “contraste entre a natura hebraica e a ars pagã”. O fato de o hebraico bíblico ser rico em metáforas é um sinal de sua proximidade com a natureza, porque, conforme as teorias da linguagem contemporâneas, as metáforas são uma consequência do fato de que conceitos abstratos não estão disponíveis na língua em questão. Lowth viu isso como algo positivo, pois a poesia bíblica expressa emoções internas de uma forma não adulterada, o que lhe confere um poder especial. No discurso anglo-saxão contemporâneo, os aspectos psicológicos do impacto eram mais valorizados do que a estética textual – e Lowth tirou vantagem disso.

Lowth é considerado o descobridor do paralelismo membrorum, uma convenção fundamental na poesia hebraica. Ele os descreve assim:
"Quando uma proposição é apresentada, uma segunda é anexada a ela, ou desenhada abaixo dela, equivalente, ou contrastada a ela, em sentido, ou similar a ela na forma de construção gramatical; a estas eu chamo de linhas paralelas; e as palavras, ou frases, respondendo umas às outras, em linhas correspondentes, são termos paralelos."

– Robert Lowth: Isaiah. A New Translation; with a Preliminary Dissertation, and Notes Critical, Philological, and Explanatory (1778)
Depois que Lowth já havia abordado o tópico em suas palestras sobre poesia hebraica, a ideia apareceu com mais detalhes em seu comentário sobre Isaías. Na época de Lowth já era reconhecido que parte do Antigo Testamento era poesia. Lowth questionou como a poesia e a profecia se relacionam e se propôs a provar que os estilos profético e poético, por mais diferentes que pareçam, são, na verdade, a mesma coisa. Para desenvolver uma compreensão clara da poesia hebraica, Lowth primeiro examinou os salmos acrósticos (organizados em ordem alfabética) (Abecedarius). Ele notou uma uniformidade de versos e meios-versos, enquanto o ritmo e o metro estão ausentes. Lowth, como outros contemporâneos, estava convencido de que o hebraico bíblico era uma língua “morta”, cuja pronúncia permaneceria para sempre desconhecida. Ele chamou a uniformidade que distingue os textos poéticos hebraicos da prosa hebraica de paralelismo. Ele distinguiu entre paralelismo sinônimo e antitético, e quando a segunda metade do verso não mostrava nenhum tipo de paralelismo, mas representava uma continuação conceitual da primeira metade do verso, Lowth chamou esse fenômeno de “paralelismo sintético”.
A reputação de Lowth como um estudioso do hebraico era amplamente reconhecida, tanto entre estudiosos em Oxford quanto no continente, particularmente na Alemanha. Lá, encontramos traduções para o alemão de sua gramática e de Isaiah, enquanto Johann David Michaelis publicou uma edição anotada de De Sacra Poesi Hebraeorum, que resultou em uma longa correspondência entre os dois estudiosos (primeiro em latim, depois em inglês). Entre os estudiosos da literatura, Lowth se tornou mais conhecido por analisar a linguagem do Novo Testamento como poesia, enquanto entre os linguistas foi sua gramática do inglês que estabeleceu um padrão por muitos anos.

### Gramática
Em 1762, o então reitor Lowth publicou "A Short Introduction to English Grammar: With Critical Notes", com foco nas regras e princípios da gramática inglesa, provavelmente escrito em meados do século XVIII. Ele fornece uma abordagem sistemática para a compreensão da estrutura e função da língua inglesa, abordando também seu contexto histórico e as razões de seu desenvolvimento ao longo do tempo.
A gramática de Lowth foi publicada anonimamente, e é a ausência de seu nome na página de rosto, juntamente com a marca de seus editores regulares de Londres na página de rosto, que nos permite distinguir entre edições originais, ou seja, autorizadas, e piratas; tais edições foram publicadas regularmente na Irlanda e, um pouco mais tarde, na América, e sua própria existência atesta a popularidade da gramática. Em um relato biográfico que Lowth fez alguns anos antes de morrer, ele observou que, naquela época, cerca de 34.000 cópias da gramática haviam sido vendidas. Essa era uma quantia incomum para uma gramática na época e parece ter surpreendido o próprio Lowth também, porque o fato de ele tê-la publicado anonimamente, bem como de ter vendido seus direitos autorais para as editoras — por £ 100 — sugere que ele considerava a gramática a menos importante de suas publicações. Nenhum de seus outros livros foi publicado anonimamente.
Robert Dodsley, um dos editores mais importantes de Londres na época, foi instrumental na publicação da gramática de Lowth, que havia sido originalmente escrita para o filho de Lowth, Thomas Henry, quando ele era um menino, mas foi revisada e adaptada por instigação de Dodsley quando surgiram pedidos de cópias. A gramática era reimpressa regularmente, e cada "nova edição" era bem divulgada. Quando Robert morreu em 1764, seu irmão James assumiu, e continuou a publicar e promover a gramática de Lowth até que ela foi retirada do mercado em meados da década de 1790 por um grupo de livreiros envolvidos com a publicação da English Grammar de Lindley Murray (1795). Apesar de tudo isso, a gramática de Lowth continuou a ser reimpressa várias vezes, mesmo após sua morte.
Ele próprio distribuía livremente cópias de sua gramática a amigos e conhecidos, como quando pensava que poderiam beneficiar a educação de seus filhos ou quando pensava que isso os ajudaria em seus esforços para aprender inglês. Ele também presenteou cópias a colegas acadêmicos. Uma de suas inovações foi criticar autores literários estabelecidos por seus erros gramaticais. Essa abordagem tornou a gramática extremamente popular, mas também a transformou em outra publicação controversa, particularmente da perspectiva linguística atual de que uma gramática deve ser baseada em uma descrição da linguagem, em vez de fornecer regras de uso pré ou proscritivas.
Lowth é considerado o criador do prescritivismo – a ideia de que a descrição gramatical deve regular as normas linguísticas.

### Crítica literária
Lowth foi considerado o primeiro crítico de imagens das peças de Shakespeare e destacou a importância das imagens na interpretação dos motivos e ações dos personagens, bem como no movimento dramático do enredo e da estrutura narrativa.